# Larnage
Larnage est une commune française située dans le département de la Drôme en région Auvergne-Rhône-Alpes.
Ses habitants sont dénommés les 'Larnageois et Larnageoises.

## Géographie

### Situation et description
Larnage est située à 20 km au nord de Valence et à 4 km au nord de Tain-l'Hermitage.

### Relief et géologie

#### Géologie
La composition des sols est diversifiée. La commune se situe sur deux zones présentant des caractéristiques distinctes : une terre granitique à l'ouest, une terre argilo-calcaire à l'est.
L'histoire de la composition des sols est marquée par un phénomène qui se produisit durant l'Éocène. Les eaux salées et chaudes de la mer, qui occupait la vallée du Rhône à cette époque, provoquèrent des transformations souterraines. Le feldspath, composante du granite se transforma peu à peu en argile blanche. Le kaolin, ou « terre blanche », se forma.

### Hydrographie
La commune est arrosée par les cours d'eau suivants :
- Ravin de la Bouzande[2] ;
- Ravin de Roche Pierre[2] ;
- Ravin des Chaux[2] ;
- Ruisseau de Crozes-Hermitage[2] ;

(le Ruisseau de Crozes (autrefois appelé Ruisseau d'Humilian) : il s'écoule en direction de Crozes-Hermitage avant de se jeter lui aussi dans le Rhône) ;
- Ruisseau de la Bouterne[2] ;

(il est le plus important et sépare les communes de Larnage et de Mercurol-Veaunes sur plus d’un kilomètre. Sa rive droite fait partie de la commune. L’activité de pêche à la truite à longtemps été pratiquée sur ce ruisseau) ;
- Ruisseau de Torras[2] ;

(il prend sa source au nord de la commune, la traverse sur toute sa longueur puis se jette dans le Rhône au niveau de la commune de Tain-l'Hermitage).

### Climat
Pour des articles plus généraux, voir Climat d'Auvergne-Rhône-Alpes et Climat de la Drôme.
En 2010, le climat de la commune est de type climat du Bassin du Sud-Ouest, selon une étude du CNRS s'appuyant sur une série de données couvrant la période 1971-2000. En 2020, Météo-France publie une typologie des climats de la France métropolitaine dans laquelle la commune est dans une zone de transition entre le climat de montagne et le climat méditerranéen et est dans la région climatique  Moyenne vallée du Rhône, caractérisée par un bon ensoleillement en été (fraction d’insolation > 60 %), une forte amplitude thermique annuelle (4 à 20 °C), un air sec en toutes saisons, orageux en été, des vents forts (mistral), une pluviométrie élevée en automne (250 à 300 mm). 
Pour la période 1971-2000, la température annuelle moyenne est de 12,1 °C, avec une amplitude thermique annuelle de 17,6 °C. Le cumul annuel moyen de précipitations est de 905 mm, avec 7,5 jours de précipitations en janvier et 5,6 jours en juillet. Pour la période 1991-2020, la température moyenne annuelle observée sur la station météorologique de Météo-France la plus proche, « Mercurol », sur la commune de Mercurol-Veaunes à 3 km à vol d'oiseau, est de 13,4 °C et le cumul annuel moyen de précipitations est de 864,4 mm,. Pour l'avenir, les paramètres climatiques de la commune estimés pour 2050 selon différents scénarios d'émission de gaz à effet de serre sont consultables sur un site dédié publié par Météo-France en novembre 2022.

### Voies de communication et transports
L'autoroute A7 (Route européenne 15) longe le territoire de la commune. Le péage le plus proche est situé sur la commune voisine de Mercurol.

## Urbanisme

### Typologie
Au 1er janvier 2024, Larnage est catégorisée bourg rural, selon la nouvelle grille communale de densité à 7 niveaux définie par l'Insee en 2022.
Elle est située hors unité urbaine. Par ailleurs la commune fait partie de l'aire d'attraction de Valence, dont elle est une commune de la couronne,. Cette aire, qui regroupe 71 communes, est catégorisée dans les aires de 200 000 à moins de 700 000 habitants,.

### Occupation des sols
L'occupation des sols de la commune, telle qu'elle ressort de la base de données européenne d’occupation biophysique des sols Corine Land Cover (CLC), est marquée par l'importance des territoires agricoles (63 % en 2018), en diminution par rapport à 1990 (66,3 %). La répartition détaillée en 2018 est la suivante : zones agricoles hétérogènes (44,1 %), forêts (30,4 %), cultures permanentes (12,9 %), zones urbanisées (6,6 %), prairies (5,9 %). L'évolution de l’occupation des sols de la commune et de ses infrastructures peut être observée sur les différentes représentations cartographiques du territoire : la carte de Cassini (XVIIIe siècle), la carte d'état-major (1820-1866) et les cartes ou photos aériennes de l'IGN pour la période actuelle (1950 à aujourd'hui).

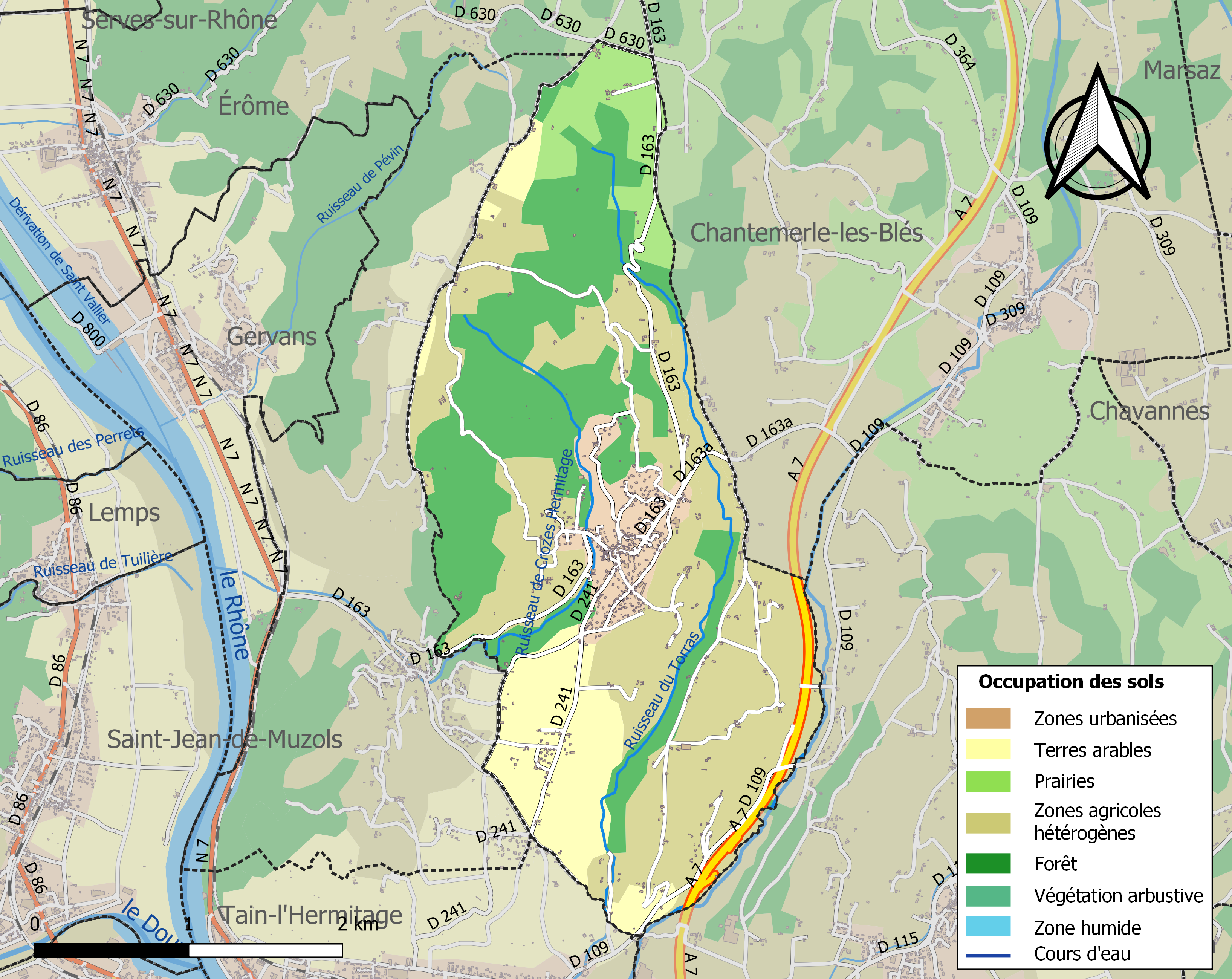
Carte des infrastructures et de l'occupation des sols de la commune en 2018 (CLC).

### Morphologie urbaine

#### Quartiers, hameaux et lieux-dits
Site Géoportail (carte IGN) :
- Champ Clevet
- Charret
- Chautin
- Chirouze
- Côte de Meyer
- Creux du Renard
- Fournier
- les Bonnassons
- la Bouvatte et les Rennes
- la Croix
- Lebris
- le Pérou
- les Billaudes
- les Brouas
- les Chaux (nord)
- les Chaux (sud)
- les Chorets
- les Condamines
- les Coulaires
- les Creux
- les Fournaches
- les Garennes
- les Grand Bois
- les Massonnières
- les Méjans
- les Mionets
- les Plots
- les Pouillards
- les Sautons
- les Trompas
- Massurel
- Merjurol
- Roche Brune
- Roche Pierre
- Simat
- Tarel
- Torras

### Logement
En 2017, on compte 448 résidences dont 408 principales, 14 secondaires et 26 logements vacants.

## Toponymie

### Attestations
Dictionnaire topographique du département de la Drôme :
- 1100 : de Larnaggio (cartulaire de Romans, 154).
- 1192 : Larnatge (cartulaire de Léoncel, 25).
- 1201 : mention de la paroisse : capella de Larnataco (cartulaire de Saint-André-le-Bas, 142).
- 1285 : la paroisse est quelquefois appelée parrochia de Humiliano (archive de la Drôme, E 600) (voir Humilian).
- 1336 : castrum de Larnaje (inventaire des dauphins, 90).
- 1380 : Larnagium (choix de documents, 196).
- 1386 : castrum de Larnajo (choix de documents, 205).
- 1891 : Larnage, commune du canton de Tain.

## Histoire
Pour un article plus général, voir Histoire de la Drôme.

### Du Moyen Âge à la Révolution
La seigneurie :
- Au point de vue féodal, Larnage était un arrière-fief de la baronnie de Clérieux.
- Possession des Bressieux.
- 1191 : possession des Clérieux.
- Recouvrée par les Bressieux.
- 1329 : passe (par mariage) aux Claveyson.
- 1336 : la terre est inféodée par les dauphins aux Poitiers-Saint-Vallier.
- Vers 1400 : elle passe aux Brunier.
- 1710 : passe aux Soubeyran de Montgiraud.
- 1768 : vendue aux Mure, derniers seigneurs.

Démographie :
- 1688 : 30 familles.
- 1789 : 130 familles.

Avant 1790, Larnage était une communauté de l'élection et subdélégation de Valence et du bailliage de Saint-Marcellin.

Elle formait une paroisse du diocèse de Vienne, appelée quelquefois paroisse d'Humilian parce qu'elle dépendait du prieuré de ce nom. Son titulaire avait droit à la dîme et présentait à la cure.

Son église, qui était peut-être celle du prieuré d'Humilian, était dédiée à saint André.

#### Le prieuré d'Humilian
Dictionnaire topographique du département de la Drôme :
- 1120 : ecclesia Sancti Andree de Humiliano (cartulaire de Saint-André-le-Bas, 197) ;
- 1285 : mention de la paroisse : parrochia de Humiliano (archives de la Drôme, E 600) ;
- 1344 : prioratus de Humilhano (cartulaire Clayriaci [Clérieux], 65) ;
- XIVe siècle : prioratus de Humiliano (pouillé de Vienne) ;
- 1521 : prioratus Humilliani (pouillé de Vienne).

Ce prieuré dépendait de l'abbaye de Saint-André-le-Bas (Vienne) dont le titulaire était collateur et décimateur dans la paroisse de Larnage. Ses biens étaient tenus en arrière-fief des barons de Clérieux.

Il existait encore au XVIe siècle mais son emplacement précis, sur la commune de Larnage, était inconnu en 1891.

### De la Révolution à nos jours
En 1790, la commune fait partie du canton de Tain.

## Politique et administration

### Liste des maires
| Période                                                                      | Période                        | Identité                             | Étiquette | Qualité                      |
| ---------------------------------------------------------------------------- | ------------------------------ | ------------------------------------ | --------- | ---------------------------- |
| Les données manquantes sont à compléter. : de la Révolution au Second Empire |                                |                                      |           |                              |
| 1790                                                                         | 1871                           | ?                                    |           |                              |
| Les données manquantes sont à compléter. : depuis la fin du Second Empire    |                                |                                      |           |                              |
| 1871                                                                         | 1874                           | ?                                    |           |                              |
| 1874                                                                         | 1878                           | ?                                    |           |                              |
| 1878                                                                         | 1884                           | ?                                    |           |                              |
| 1884                                                                         | 1888                           | ?                                    |           |                              |
| 1888                                                                         | 1892                           | ?                                    |           |                              |
| 1892                                                                         | 1896                           | ?                                    |           |                              |
| 1896                                                                         | 1900                           | ?                                    |           |                              |
| 1900                                                                         | 1904                           | ?                                    |           |                              |
| 1904                                                                         | 1908                           | ?                                    |           |                              |
| 1908                                                                         | 1912                           | ?                                    |           |                              |
| 1912                                                                         | 1919                           | ?                                    |           |                              |
| 1919                                                                         | 1925                           | ?                                    |           |                              |
| 1925                                                                         | 1929                           | ?                                    |           |                              |
| 1929                                                                         | 1935                           | ?                                    |           |                              |
| 1935                                                                         | 1945                           | ?                                    |           |                              |
| 1945                                                                         | 1947                           | ?                                    |           |                              |
| 1947                                                                         | 1953                           | ?                                    |           |                              |
| 1953                                                                         | 1959                           | ?                                    |           |                              |
| 1959                                                                         | 1965                           | ?                                    |           |                              |
| 1965                                                                         | 1971                           | ?                                    |           |                              |
| 1971                                                                         | 1977                           | ?                                    |           |                              |
| 1977                                                                         | 1983                           | ?                                    |           |                              |
| 1983                                                                         | 1989                           | ?                                    |           |                              |
| 1989                                                                         | 1995                           | ?                                    |           |                              |
| 1995                                                                         | 2001                           | Max Osternaud                        | DVD       | retraité (fonction publique) |
| 2001                                                                         | 2008                           | Max Osternaud                        |           | maire sortant                |
| 2008                                                                         | 2014                           | Max Osternaud                        |           | maire sortant                |
| 2014                                                                         | 2020                           | Max Osternaud                        |           | maire sortant                |
| 2020                                                                         | En cours (au 21 décembre 2020) | Gérard Roberton[source insuffisante] |           |                              |

## Population et société

### Démographie
L'évolution du nombre d'habitants est connue à travers les recensements de la population effectués dans la commune depuis 1793. Pour les communes de moins de 10 000 habitants, une enquête de recensement portant sur toute la population est réalisée tous les cinq ans, les populations de référence des années intermédiaires étant quant à elles estimées par interpolation ou extrapolation. Pour la commune, le premier recensement exhaustif entrant dans le cadre du nouveau dispositif a été réalisé en 2005.

En 2022, la commune comptait 1 029 habitants, en évolution de −4,1 % par rapport à 2016 (Drôme : +2,64 %, France hors Mayotte : +2,11 %).
| 1793 | 1800 | 1806 | 1821 | 1831 | 1836 | 1841 | 1846 | 1851 |
| ---- | ---- | ---- | ---- | ---- | ---- | ---- | ---- | ---- |
| 384  | 521  | 489  | 537  | 645  | 675  | 721  | 741  | 728  |

| 1856 | 1861 | 1866 | 1872 | 1876 | 1881 | 1886 | 1891 | 1896 |
| ---- | ---- | ---- | ---- | ---- | ---- | ---- | ---- | ---- |
| 731  | 737  | 748  | 767  | 771  | 705  | 670  | 706  | 763  |

| 1901 | 1906 | 1911 | 1921 | 1926 | 1931 | 1936 | 1946 | 1954 |
| ---- | ---- | ---- | ---- | ---- | ---- | ---- | ---- | ---- |
| 689  | 703  | 670  | 592  | 602  | 562  | 541  | 542  | 550  |

| 1962 | 1968 | 1975 | 1982 | 1990 | 1999 | 2005 | 2006 | 2010 |
| ---- | ---- | ---- | ---- | ---- | ---- | ---- | ---- | ---- |
| 514  | 526  | 566  | 631  | 663  | 770  | 940  | 965  | 993  |

| 2015  | 2020  | 2022  | - | - | - | - | - | - |
| ----- | ----- | ----- | - | - | - | - | - | - |
| 1 071 | 1 046 | 1 029 | - | - | - | - | - | - |

### Services et équipements
La commune dispose d'une bibliothèque. Elle propose environ 700 livres pour les enfants et plus de 1 000 pour les adultes. Des livres sont également prêtés par la médiathèque de Saint-Vallier.

### Enseignement
La commune, rattachée à l'académie de Grenoble, dispose d'une école allant de la petite section au CP.

### Aide sociale
Le centre communal d'aide social (C.C.A.S.) informe et conseille. Il mène une action générale de prévention et de développement social en lien avec les institutions publiques.
L'association Rephuge, crée en 2016, a pour objectif de faciliter l'accueil de la famille Almareï, des réfugiés syriens. Cette association compte une centaine d'adhérents.

### Manifestations culturelles et festivités
Fête : le deuxième dimanche de septembre.

### Loisirs
L'association Larnage Loisir propose des activités. En 2020, un atelier « découverte du travail du bois » a été organisé.
L'ACCA est une association regroupant les chasseurs de la commune.

### Sports
- L'association F.C.L.S (Football Club Larnage Serves) a été fondée en 1962 par la fusion entre L'AS Larnage et le FC Serves. L'équipe première des séniors participe au championnat de promotion d'excellence Drôme-Ardèche.
- L'association des Rustines (fondée le 23 Janvier 2015) propose chaque année des activités de rando-cyclo de plusieurs kilomètres[28].

### Médias
La population de la commune se situe dans l'aire de diffusion de plusieurs médias :
- Presse écrite
  - Le Dauphiné libéré, quotidien régional qui consacre, chaque jour, y compris le dimanche, dans son édition de « Romans et Drôme des collines » un ou plusieurs articles à l'actualité du canton et de la commune, ainsi que des informations sur les éventuelles manifestations locales, les travaux routiers, et autres événements divers à caractère local.
  - L'Agriculture Drômoise, journal d'informations agricoles et rurales, couvre l'ensemble du département de la Drôme.
  - Drôme Hebdo (ancien Peuple Libre), hebdomadaire chrétien d'informations.
- Presse audio-visuelle
  - France Bleu est une radio publique diffusée sur son territoire.

### Cultes
La communauté catholique et l'église de Larnage (propriété de la commune) dépendent de la paroisse Saint Vincent de l'Hermitage.

## Économie

### Agriculture
Jusqu'au XXe siècle, les cultures étaient variées et nombreuses. Les habitants possédaient souvent des parcelles pour cultiver la vigne ou s'approvisionner en bois.
En 1992 : vignes (vin AOC Crozes-Hermitage et Côtes-du-Rhône), vergers (abricots, cerises), apiculture (miel).
- Marché aux fruits (juin à août : abricots)[26].

Viticulture
La vigne est cultivée sur la commune depuis longtemps. Les coteaux de Crozes-Hermitage et de Côtes-du-Rhône ont obtenu la certification AOC en 1992
. 
L'exposition lumineuse est favorable à l'exploitation viticole. Cet atout est renforcé par les graviers de feldspath qui augmentent la réverbération des rayons lumineux.
Fruits
La culture de l'abricot, sur environ 250 hectares, permet à la commune d'être l'une des plus productives de la Drôme.

Des années 1950 à celles 1970, il y avait un marché aux abricots.

Aujourd'hui, la production s'est intensifiée et s'organise autour des coopératives de Tain-l'Hermitage (le GIE) et de Tournon (la SCAF), où les producteurs livrent eux-mêmes leurs récoltes[réf. nécessaire].

### Industrie
Exploitation des terres blanches
Sur le territoire de la commune, il y a des carrières de terre réfractaire. La Carrière de Terre Blanche de Larnage est une caractéristique de la commune.
Depuis plusieurs siècles, les terres blanches de Larnage ont marqué l'économie locale.
 
L'utilisation de la terre de Larnage est attesté en 1552 avec le potier Jehan Delome.

Des tessons de poteries, remontant au milieu du XVIIe siècle, ont été découverts lors de fouilles archéologiques à Lyon et à Vienne. Ils permettent de confirmer le travail de l'argile sur la commune de Larnage.
 
Au XIXe siècle, l'artisanat fut remplacée par une production industrielle. Trois usines s'installent à Larnage. Elles utilisent une importante main d'œuvre et entrainent une forte exploitation des carrières.

« Jusqu'à la dernière guerre, les carrières de Larnage fournissaient près de la moitié de la France en produits réfractaires, destinés essentiellement à la fabrication de fours à pain. »

Le déclin de l'activité provoque, à la fin du XXe siècle, la fermeture des usines présentes à Larnage. Cependant l'exploitation des carrières et la production de kaolin n'ont jamais cessé.

## Culture locale et patrimoine

### Lieux et monuments
- Ruines du château médiéval[26] : enceinte quadrangulaire à tours circulaires aux angles du XVIe siècle[réf. nécessaire].

Le château aurait été bâti au XIIe siècle par le seigneur de Larnaggio. Au XVe siècle, la riche famille Brunier modifie le château : trois tours sont construites, reliées par un rempart percé d'embrasures de tirs.
En 1567, pendant les guerres de Religion, le château est ruiné par les huguenots.
L'association Larnaggio, les amis du patrimoine a été créée pour protéger le site[source insuffisante].
- Fontaine Sainte-Marguerite et son eau dite miraculeuse[réf. nécessaire].
- Église Saint-André de Larnage du XIXe siècle[26].

### Patrimoine culturel
- Le film Radiostars avec Manu Payet et Clovis Cornillac cite le village de Larnage lorsqu'ils font le tour de France.
- Le film Effroyables Jardins a été tourné en partie dans le village, notamment dans les carrières.

### Héraldique, logotype et devise
|  | Larnage possède des armoiries dont l'origine et le blasonnement exact ne sont pas disponibles. |